# Madeleine Schnerb
Pour les articles homonymes, voir Schnerb.
Madeleine Schnerb née Liebschütz (18 octobre 1900, Dijon, Côte-d'Or - 1er octobre 1985, Beaumont-sur-Lèze, Haute-Garonne) est une agrégée d'histoire et l'épouse de l'historien Robert Schnerb. Elle est à l'origine de la vocation de Madeleine Rebérioux (qui eut sous son enseignement le premier prix du concours général en 1937).

## Biographie
Elle est la fille de Georges et Berthe Liebschütz. Elle est la sœur de Pierre Liebschütz (1910-2001),,.
Elle est issue d'une famille juive de commerçants originaire d'Alsace.
Madeleine prépare avec succès l'école normale supérieure de Sèvres.
Elle devient agrégée d'histoire.
Madeleine Liebschütz épouse Robert Schnerb en 1928. En 1929 et 1931, ils ont eu deux enfants, Hélène et Bernard.

### Seconde Guerre mondiale
Le régime de Vichy et ses lois antisémites (statut des juifs d'octobre 1940) impliquent la révocation des époux Schnerb, alors enseignants respectivement aux lycées Blaise-Pascal et Jeanne-d'Arc à Clermont-Ferrand, qui vont se replier dans leur maison de campagne à Coudes (Puy-de-Dôme) puis se cacher et vivoter pendant un an à Murat-le-Quaire (Puy-de-Dôme).